# نیلگون نخودی
نیلگون نخودی (نام علمی: Lampides boeticus) گونه‌ای پروانه است که در تیره پرنیان‌بالان قرار دارد. آسیای جنوبی، آسیای جنوب شرقی، استرالیا، آفریقا و اروپا زیستگاه این پروانه است. لارو پروانه از گل‌ها، نیامک، غلاف و دانه‌های گیاهان باقلایی نظیر خلر، گل طاووسی و نخود شنی تغذیه می‌کند.